# Бек, Кент
Кент Бек (род. 31 марта 1961) — разработчик программного обеспечения, создатель таких методологий разработки ПО как экстремальное программирование (XP) и разработка через тестирование (TDD). Бек был одним из 17 специалистов, подписавших Agile Manifesto в 2001 году.
Кент Бек учился в Орегонском университете с 1979 по 1987 год, получил степени бакалавра и магистра по информатике. Был одним из пионеров в введении в практику шаблонов проектирования ПО, создании методологии разработки через тестирование, а также коммерческого использования языка Smalltalk. Бек популяризовал CRC-карты вместе с Уордом Каннингемом, совместно с Эрихом Гамма является создателем фреймворка для тестирования JUnit.
Кент Бек живёт в городе Медфорд штат Орегон, работает на Facebook.

### Книги

#### На русском языке
- Экстремальное программирование. — Захаров, 2002. — ISBN 5-94723-032-1
- Экстремальное программирование: планирование. — Захаров, 2003. — ISBN 5-318-00111-4
- Экстремальное программирование. Разработка через тестирование. — Питер, 2003. — ISBN 5-8046-0051-6
- Расширения Eclipse: принципы, шаблоны и подключаемые модули. — КУДИЦ-Образ, 2005. — ISBN 5-9579-0044-3, ISBN 0-321-20575-8
- Шаблоны реализации корпоративных приложений. — Вильямс, 2008. — ISBN 978-5-8459-1406-4, ISBN 0-321-41309-1
- Чистый дизайн. Практика эмпирического проектирования ПО. — Питер, 2024. — ISBN 978-601-08-3730-0

#### На английском языке
- 1996. Smalltalk Best Practice Patterns. Prentice Hall. (ISBN 978-0134769042)
- 1996. Kent Beck’s Guide to Better Smalltalk : A Sorted Collection. Cambridge University Press. (ISBN 978-0521644372)
- 1999. Extreme Programming Explained: Embrace Change. Addison-Wesley. Победитель Jolt Productivity Award. (ISBN 978-0321278654)
- 2000. Planning Extreme Programming. With Martin Fowler. Addison-Wesley. (ISBN 978-0201710915)
- 2002. Test-Driven Development: By Example. Addison-Wesley. Winner of the Jolt Productivity Award. (ISBN 978-0321146533)
- 2003. Contributing to Eclipse: Principles, Patterns, and Plugins. With Erich Gamma. Addison-Wesley. (ISBN 978-0321205759)
- 2004. JUnit Pocket Guide. O’Reilly. (ISBN 978-0596007430)
- 2005. Extreme Programming Explained: Embrace Change, 2nd Edition. With Cynthia Andres. Addison-Wesley. Completely rewritten. (ISBN 978-0201616415)
- 2008. Implementation Patterns. Addison-Wesley. (ISBN 978-0321413093)

### Избранные статьи
- 1987. «Using Pattern Languages for Object-Oriented Programs». Совместно с Уордом Каннингемом. OOPSLA'87.
- 1989. «A Laboratory For Teaching Object-Oriented Thinking». Совместно с Уордом Каннингемом. OOPSLA’89.
- 1989. «Simple Smalltalk Testing: With Patterns». Origins of xUnit frameworks.